# Linopteridius africanus
Linopteridius africanus är en skalbaggsart som beskrevs av Jean François Villiers 1972. Linopteridius africanus ingår i släktet Linopteridius och familjen långhorningar.
Artens utbredningsområde är Kenya. Inga underarter finns listade i Catalogue of Life.